# Рудакова, Валентина Александровна
Валентина Александровна Рудакова (в девичестве — Туркова; род. 7 декабря 1943) — советская гребчиха. Мастер спорта СССР международного класса.
Воспитанница гребного клуба «Спартак».
Чемпионка Европы 1965 года в Дуйсбурге в составе четверки распашной. На чемпионатах Европы в Амстердаме в 1964 и 1966 годах завоёвывала серебряные медали в четвёрке с рулевым.
Дважды становилась чемпионкой СССР в 1964 и 1968 годах.
В годы Великой Отечественной войны жила в блокадном Ленинграде. После окончания спортивной карьеры работала в ВНИИ синтетического каучука, НИИ «Гириконд», на заводе «Пирометр» и заведующей библиотеки УОР-1.